# 第59回日劇學院賞
←第58回 - 第59回 - 第60回→
第59回日劇學院賞，針對2008年10月到12月在日本播出的連續劇做出投票與評比。

## 最優秀作品賞
1. 流星之絆
2. 篤姬
3. 風之花園

- 讀者票：1.流星之絆；2.篤姬；3. BLOODY MONDAY
- 記者票：1.流星之絆；2.篤姬；3. SCANDAL
- 評審票：1.篤姬；2.流星之絆；3.風之花園

## 主演男優賞
1. 二宫和也（流星之絆）
2. 三浦春馬（BLOODY MONDAY）
3. 中井貴一（風之花園）

- 讀者票：1.二宫和也（流星之絆）；2.三浦春馬（BLOODY MONDAY）；3.中井貴一（風之花園）
- 記者票：1.二宫和也（流星之絆）；2.中井貴一（風之花園）；3.三浦春馬（BLOODY MONDAY）
- 評審票：1.二宫和也（流星之絆）；2.中井貴一（風之花園）；3.三浦春馬（BLOODY MONDAY）

## 主演女優賞
1. 宫崎葵（篤姬）
2. 上戶彩（富家女与穷太郎）
3. 堀北真希（Innocent Love）

- 讀者票：1.宫崎葵（篤姬）；2.上戶彩（富家女与穷太郎）；3.堀北真希（Innocent Love）
- 記者票：1.宫崎葵（篤姬）；2.鈴木京香（SCANDAL）；3.水川麻美（夢象成真）
- 評審票：1.宫崎葵（篤姬）；2.鈴木京香（SCANDAL）；3.水川麻美（夢象成真）

## 助演男優賞
1. 绪形拳（風之花園）
2. 錦戶亮（流星之絆）
3. 堺雅人（篤姬）

- 讀者票：1.錦戶亮（流星之絆）；2.上地雄輔（富家女与穷太郎）；3.佐藤健（BLOODY MONDAY）
- 記者票：1.绪形拳（風之花園）；2.堺雅人（篤姬）；3.上地雄輔（改造老師大作戰）
- 評審票：1.绪形拳（風之花園）；2.堺雅人（篤姬）；3.神木隆之介（風之花園）

## 助演女優賞
1. 户田惠梨香（流星之絆）
2. 吉瀨美智子（BLOODY MONDAY）
3. 松坂慶子（篤姬）

- 讀者票：1.户田惠梨香（流星之絆）；2.吉瀨美智子（BLOODY MONDAY）；3.加藤愛（改造老師大作戰）
- 記者票：1.户田惠梨香（流星之絆）；2.桃井薰（SCANDAL）；3.吉瀨美智子（BLOODY MONDAY）
- 評審票：1.松坂慶子（篤姬）；2.户田惠梨香（流星之絆）；3.吉瀨美智子（BLOODY MONDAY）

## 監督賞
1. 金子文纪、石井康晴（流星之絆）
2. 若松央樹、浅野澄美（風之花園）
3. 佐藤峰世、岡田健、渡邊良雄、堀切園健太郎、上杉忠嗣、松川博敬（篤姬）

## 腳本賞
1. 宫藤官九郎（流星之絆）
2. 田淵久美子（篤姬）
3. 倉本聰（風之花園）

## 其他獎項
- 主題曲賞：嵐「Beautiful Days」（流星之絆）
- 特別賞（電視賞）：绪形拳（風之花園）